# Câu lạc bộ bóng đá nữ Than Khoáng Sản Việt Nam
Câu lạc bộ bóng đá nữ Than Khoáng Sản Việt Nam là câu lạc bộ bóng đá nữ đại diện tỉnh Quảng Ninh, Việt Nam. Sân nhà là Sân vận động Cẩm Phả. Được tài trợ bởi Tập đoàn Công nghiệp Than - Khoáng sản Việt Nam. CLB thành lập vào năm 1998 ban đầu với tên gọi là Câu lạc bộ bóng đá nữ Than Việt Nam và tham dự Giải bóng đá nữ vô địch quốc gia vào năm đó.

## Lịch sử
Câu lạc bộ được thành lập vào năm 1998 ban đầu với tên gọi là Câu lạc bộ bóng đá nữ Than Việt Nam và tham dự Giải bóng đá nữ vô địch quốc gia vào năm đó. Vào năm 2003, đội bóng này đổi tên thành Câu lạc bộ bóng đá nữ Than Cửa Ông. Tuy nhiên từ năm 2007 đến nay, đội bóng nữ vùng Than lại đổi tên thành Câu lạc bộ bóng đá nữ Than Khoáng Sản Việt Nam.
Đội nữ Than Khoáng Sản Việt Nam tham gia tất cả các mùa giải bóng nữ vô địch Quốc gia. Họ cũng gặt hái được thành công với hai chức vô địch quốc gia vào năm 2007 và năm 2012.

## Tên đội bóng
- 1998-2002: Than Việt Nam;
- 2003-2006: Than Cửa Ông;
- 2007-nay: Than Khoáng Sản Việt Nam.

## Thành tích

### Danh hiệu trong nước
- Vô địch Quốc gia

 Vô địch (2): 2007, 2012
 Á quân (3): 2003, 2008, 2009
 Hạng ba (12): 1998, 1999, 2000, 2001, 2006, 2010, 2014, 2016, 2017, 2018, 2019, 2020
- Cúp Quốc gia

 Vô địch (0):
 Á quân (1): 2020
 Hạng ba (0):
- U19

 Vô địch (2): 2015, 2017
 Á quân (3): 2013, 2016, 2020
 Hạng ba (2): 2014, 2018

#### Cá nhân
- Giải bóng đá nữ vô địch quốc gia

Thủ môn xuất sắc nhất giải (4): Nguyễn Thị Thanh Hảo: 2008, 2009, 2012, 2014
Cầu thủ xuất sắc nhất giải (1): Lê Thị Hoài Thu: 2006

## Đội hình
Tính đến ngày 11 tháng 6 năm 2019:
Ghi chú: Quốc kỳ chỉ đội tuyển quốc gia được xác định rõ trong điều lệ tư cách FIFA. Các cầu thủ có thể giữ hơn một quốc tịch ngoài FIFA.
| Số | VT | Quốc gia | Cầu thủ               |
| -- | -- | -------- | --------------------- |
| 2  | HV | Việt Nam | Lê Thị Diễm My        |
| 3  | HV | Việt Nam | Võ Thị Tuyên          |
| 5  | HV | Việt Nam | Hoàng Thị Hiền        |
| 6  | HV | Việt Nam | Trần Thị Thùy Dung    |
| 7  | TV | Việt Nam | Nguyễn Thị Vạn        |
| 8  | TV | Việt Nam | Nguyễn Thị Trúc Hương |
| 9  | TĐ | Việt Nam | Dương Thị Vân         |
| 10 | TĐ | Việt Nam | Châu Thị Vang         |
| 11 | TĐ | Việt Nam | Lê Thị Kinh Lảnh      |
| 12 | TM | Việt Nam | Bùi Thanh Thúy        |
| 13 | TV | Việt Nam | Nguyễn Thị Hậu (C)    |
| 15 | TV | Việt Nam | Nguyễn Thị Loan       |
| 17 | HV | Việt Nam | Đinh Thị Thùy Dung    |

| Số | VT | Quốc gia | Cầu thủ              |
| -- | -- | -------- | -------------------- |
| 18 | TV | Việt Nam | Lương Thị Thu Thương |
| 19 | TĐ | Việt Nam | Nguyễn Thị Thúy Hằng |
| 20 | HV | Việt Nam | Ngô Thị Hè           |
| 21 | TV | Việt Nam | Nguyễn Thị Thúy      |
| 22 | HV | Việt Nam | Hồ Thị Thanh Mai     |
| 23 | TV | Việt Nam | Hà Thị Nhài          |
| 24 | TĐ | Việt Nam | Trần Thị Thu Xuân    |
| 25 | TM | Việt Nam | Phan Thị Thu Thìn    |
| 26 | TV | Việt Nam | Mai Thị Tuyết Dung   |
| 28 | TV | Việt Nam | Trần Thị Ngọc Anh    |
| 29 | TV | Việt Nam | Vũ Thị Hồng Nhung    |
| 32 | TM | Việt Nam | Khổng Thị Hằng       |

## Huấn luyện viên
| Các huấn luyện viên trưởng của Than Khoáng Sản Việt Nam \| - 1998: Lê Thanh Sáu - 1999-2000: Lê Thụy Hải - 2001-2004: Lê Thanh Sáu - 2005: Nguyễn Đình Hùng - 2006-2008: Lâm Ngọc Lập - 2009-nay: Đoàn Minh Hải \| |
| - 1998: Lê Thanh Sáu - 1999-2000: Lê Thụy Hải - 2001-2004: Lê Thanh Sáu - 2005: Nguyễn Đình Hùng - 2006-2008: Lâm Ngọc Lập - 2009-nay: Đoàn Minh Hải                                                               |

## Đội trưởng
| Các đội trưởng của Than Khoáng Sản Việt Nam \| - 1998-2016: n/a - 2017: Nguyễn Hải Hòa \| |
| - 1998-2016: n/a - 2017: Nguyễn Hải Hòa                                                   |

## Thành tích tạiGiải nữ Vô địch Quốc gia
| Thành tích của Than Khoáng Sản Việt Nam tại Giải Vô địch Quốc gia | Thành tích của Than Khoáng Sản Việt Nam tại Giải Vô địch Quốc gia | Thành tích của Than Khoáng Sản Việt Nam tại Giải Vô địch Quốc gia | Thành tích của Than Khoáng Sản Việt Nam tại Giải Vô địch Quốc gia | Thành tích của Than Khoáng Sản Việt Nam tại Giải Vô địch Quốc gia | Thành tích của Than Khoáng Sản Việt Nam tại Giải Vô địch Quốc gia | Thành tích của Than Khoáng Sản Việt Nam tại Giải Vô địch Quốc gia | Thành tích của Than Khoáng Sản Việt Nam tại Giải Vô địch Quốc gia | Thành tích của Than Khoáng Sản Việt Nam tại Giải Vô địch Quốc gia |
| Năm                                                               | Thành tích                                                        | St                                                                | T                                                                 | H                                                                 | B                                                                 | Bt                                                                | Bb                                                                | Điểm                                                              |
| ----------------------------------------------------------------- | ----------------------------------------------------------------- | ----------------------------------------------------------------- | ----------------------------------------------------------------- | ----------------------------------------------------------------- | ----------------------------------------------------------------- | ----------------------------------------------------------------- | ----------------------------------------------------------------- | ----------------------------------------------------------------- |
| 1998                                                              | Thứ 3                                                             | -                                                                 | -                                                                 | -                                                                 | -                                                                 | -                                                                 | -                                                                 | -                                                                 |
| 1999                                                              | Thứ 3                                                             | -                                                                 | -                                                                 | -                                                                 | -                                                                 | -                                                                 | -                                                                 | -                                                                 |
| 2000                                                              | Thứ 3                                                             | -                                                                 | -                                                                 | -                                                                 | -                                                                 | -                                                                 | -                                                                 | -                                                                 |
| 2001                                                              | Thứ 3                                                             | -                                                                 | -                                                                 | -                                                                 | -                                                                 | -                                                                 | -                                                                 | -                                                                 |
| 2002                                                              | Vòng bảng                                                         | -                                                                 | -                                                                 | -                                                                 | -                                                                 | -                                                                 | -                                                                 | -                                                                 |
| 2003                                                              | Á quân                                                            | -                                                                 | -                                                                 | -                                                                 | -                                                                 | -                                                                 | -                                                                 | -                                                                 |
| 2004                                                              | Thứ 4                                                             | 10                                                                | 3                                                                 | 3                                                                 | 4                                                                 | 13                                                                | 11                                                                | 12                                                                |
| 2005                                                              | Thứ 5                                                             | 10                                                                | 3                                                                 | 3                                                                 | 4                                                                 | 14                                                                | 16                                                                | 12                                                                |
| 2006                                                              | Thứ 3'                                                            | 10                                                                | 5                                                                 | 2                                                                 | 3                                                                 | 14                                                                | 9                                                                 | 17                                                                |
| 2007                                                              | Vô địch                                                           | 10                                                                | 6                                                                 | 3                                                                 | 1                                                                 | 17                                                                | 9                                                                 | 21                                                                |
| 2008                                                              | Á quân                                                            | 10                                                                | 5                                                                 | 4                                                                 | 1                                                                 | 15                                                                | 5                                                                 | 19                                                                |
| 2009                                                              | Á quân                                                            | 10                                                                | 6                                                                 | 4                                                                 | 0                                                                 | 16                                                                | 1                                                                 | 22                                                                |
| 2010                                                              | Thứ 3                                                             | 10                                                                | 4                                                                 | 5                                                                 | 1                                                                 | 13                                                                | 9                                                                 | 17                                                                |
| 2011                                                              | Thứ 4                                                             | 10                                                                | 2                                                                 | 7                                                                 | 1                                                                 | 10                                                                | 6                                                                 | 13                                                                |
| 2012                                                              | Vô địch                                                           | 10                                                                | 6                                                                 | 2                                                                 | 2                                                                 | 16                                                                | 7                                                                 | 20                                                                |
| 2013                                                              | Thứ 4                                                             | 10                                                                | 4                                                                 | 3                                                                 | 3                                                                 | 9                                                                 | 4                                                                 | 15                                                                |
| 2014                                                              | Thứ 3                                                             | 10                                                                | 3                                                                 | 4                                                                 | 3                                                                 | 12                                                                | 7                                                                 | 13                                                                |
| 2015                                                              | Thứ 4                                                             | 12                                                                | 5                                                                 | 2                                                                 | 5                                                                 | 18                                                                | 14                                                                | 17                                                                |
| 2016                                                              | Thứ 3                                                             | 14                                                                | 7                                                                 | 1                                                                 | 6                                                                 | 18                                                                | 15                                                                | 22                                                                |
| 2017                                                              | Thứ 3                                                             | 14                                                                | 8                                                                 | 4                                                                 | 2                                                                 | 25                                                                | 5                                                                 | 28                                                                |
| 2018                                                              | Hạng ba                                                           | 12                                                                | 8                                                                 | 2                                                                 | 2                                                                 | 25                                                                | 11                                                                | 26                                                                |
| 2019                                                              | Hạng ba                                                           | 12                                                                | 7                                                                 | 2                                                                 | 3                                                                 | 25                                                                | 7                                                                 | 23                                                                |
| 2020                                                              | Hạng ba                                                           | 14                                                                | 10                                                                | 1                                                                 | 3                                                                 | 25                                                                | 9                                                                 | 31                                                                |